# Eugène Martineau
Pour les articles homonymes, voir Eugène Martineau (homme politique) et Martineau.

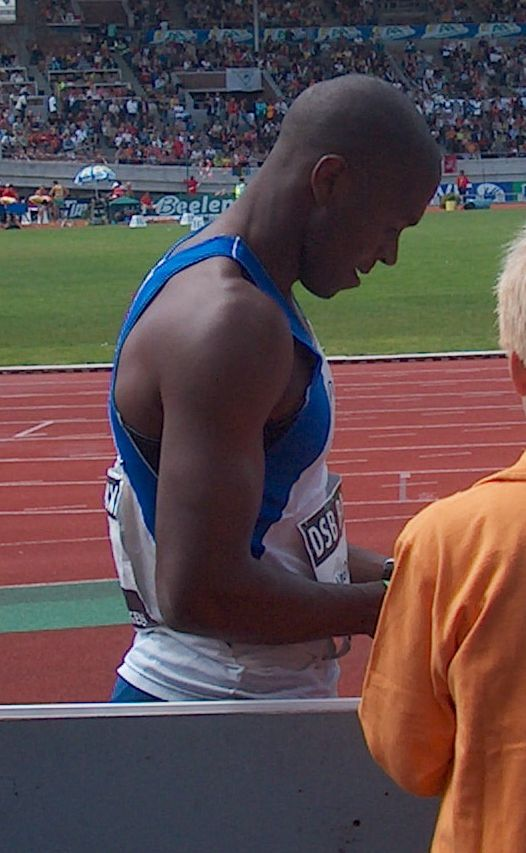
Martineau at the Dutch Championship decathlon in Amsterdam (2005).

Eugène Julien Martineau (né le 14 mai 1980 à Heerlen, originaire d'Aruba) est un athlète néerlandais, spécialiste du décathlon.
Son meilleur résultat est de 8 233 points à Ratingen en juin 2008.	